# Polisportiva Folgore
L'A.S.D. Polisportiva Folgore Nocera è una società italiana polisportiva di Nocera Inferiore.
Fondata nel 1950, le verrà assegnata la Stella d'oro al merito sportivo. Inizialmente attiva solo nel settore della pallacanestro, dal 2007 è attiva anche nel settore dell'atletica leggera.

## Pallacanestro
La prima squadra ha disputato la Serie A 1959-1960. Non si trattava tuttavia del massimo livello dell'epoca, bensì del secondo campionato.
Dagli anni settanta è nota soprattutto per il lavoro svolto dal settore giovanile. Ha giocato i suoi ultimi campionati al Pala Coscioni di Nocera Inferiore.

## Atletica leggera
Tutto inizia a dicembre 2006, quando, la società della Folgore si affilia alla Federazione Italiana di Atletica Leggera (FIDAL). A gennaio 2007 la FIDAL accoglie la richiesta di affiliazione e già nello stesso mese una ventina di folgorini partecipano al Memorial Franco De Maio che si organizza ogni anno a Nocera Inferiore, una gara podistica di 10 km. La società si allena nella pista di atletica dello stadio San Francesco d'Assisi.